# Jawa 500 OHC

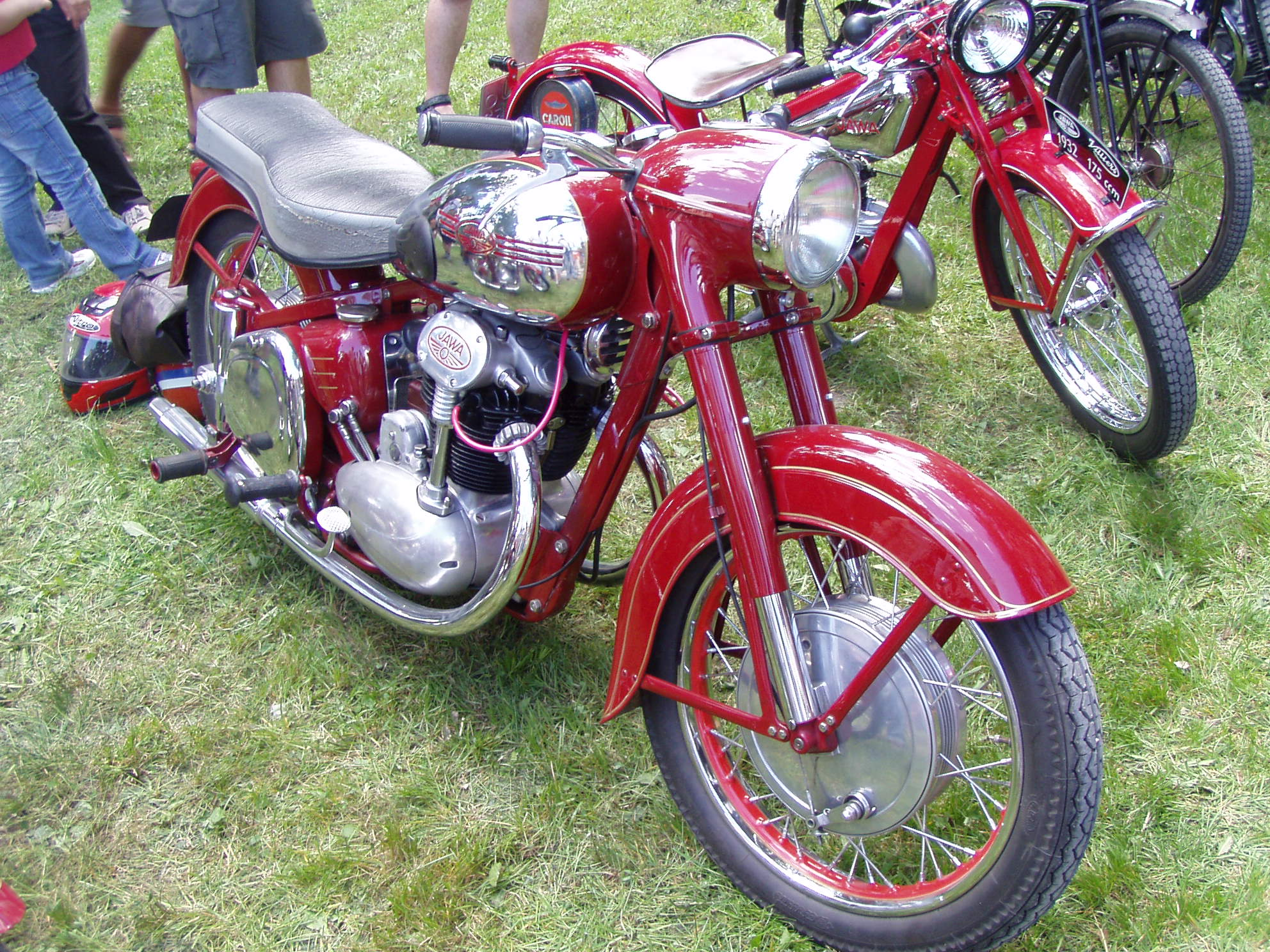
JAWA 500 OHC 02 1958

Jawa 500 OHC typ 15, je čtyřdobý, dvouválcový, vzduchem chlazený motocykl, vyvinutý firmou Jawa, vyráběný v letech 1952–1958. Předchůdcem byl typ Jawa 500 OHV, zvaný též Rumpál. Po skončení výroby "óhácéčka" Jawa již další čtyřdobý motocykl s motorem vlastní konstrukce sériově nevyráběla.
Na rozdíl od péráků byl tento model zaměřen spíše pro sportovně založené motoristy. První prototyp v rámu odvozeném od péráka byl vyroben okolo roku 1948. Další série z roku 1950–1951 měla ještě péráku podobný předek, blatníky, schránky a atypickou vidlici s parabolou širší vůči větším vidlicím, malou olejovou nádržku, tzv. ledvinku a vysoké magdynamo PAL, zkoušeno bylo i Bosch. Motocykly z roku 1952 mají magdynamo Lucas, velkou olejovou nádrž a poté v roce 1953 již i klasické dynamo JAWA jako u dalších typů 01 a 02.
Typy
- 15/00 (1952) tzv. Šnek – tzv. "královský hřídel" pohání vačkový hřídel soukolím šnekovým, bubnové brzdy jednostranné, ocelové, jednosedlo, výkon motoru 26 koní, max. rychlost 135 km/h.
- 15/01 (1954) tzv. "královský hřídel" pohání vačkový hřídel soukolím kuželovým, bubnové brzdy jednostranné, ocelové, jednosedlo, výkon motoru 26 koní, max. rychlost 135 km/h.
- 15/02 (1956) – tzv. "královský hřídel" pohání vačkový hřídel soukolím kuželovým, celonábojové, žebrované (velké hliníkové bubny), dvousedlo, blatníky s límcem, výkon motoru 28 koní, max. rychlost 147 km/h, vyšší hmotnost

Vyráběl se do roku 1958, kdy byla výroba ukončena. V roce 1957 byl Richardem Dusilem, továrním jezdcem a pracovníkem výroby v Jawě vyroben motocykl se zadní kyvnou vidlicí a koly 16", tzv. v kývačkovém rámu. Na něm toho roku jezdil i František Šťastný na ostrově Man, kdy se seznamoval s tratí před závodem Tourist trophy. V knize Šťastný František (autor Dalibor Janek) vzpomíná: "Byl to nádherný stroj, který dal ve fabrice dohromady Dusil. Jediný půllitr na šestnáctipalcových kolech. Tichý dvouválcový čtyřtakt s kývačkou, který měl maximálku 155 km/h a jezdil se spotřebou 4,5 l na 100 kilometrů. Tak, jako lidi dnes očumují japonské motorky, tak se tenkrát kupily v Anglii davy kolem téhle Jawy." O moc více se o ní však neví a originál se pravděpodobně nedochoval. V roce 1975 byl vystaven v muzeu motocyklů na hradě Kámen.
Celkem bylo vyrobeno přibližně 7000 kusů motocyklů JAWA 500 OHC. Nejvíce bylo typu 15/02 – v letech 1955–1958. Šneků – 15/00, bylo nejméně a je tedy velice vzácný, což platí i o typu 01, kterých nebylo vyrobeno o moc více než 00.
Motor – čtyřdobý, vzduchem chlazený dvouválec s obsahem 488 cm³ se čtyřstupňovou převodovkou a poloautomatickou spojkou. Primární i sekundární převod řetězem. Ventilový rozvod typu OHC byl poháněn královským hřídelem. Tento typ pohonu vačky je výrobně náročnější a tedy i dražší. Existuje i prototypový motor s vačkou poháněnou řetězem mezi válci, což se pro nedostatečnou pevnost řetězů tehdejší domácí produkce ukázalo jako nepoužitelné.
Dnes je to sběratelsky poměrně vzácný, a proto vyhledávaný a ceněný motocykl.

## Technické parametry
- Rám: kolébkový z hranatých ocelových trubek
- Motor: dvouválcový, čtyřdobý, vzduchem chlazený s ventilovým rozvodem OHC, poháněným královským hřídelem
- Suchá hmotnost: 156kg u 00 a 168 kg typ 01 a 178 kg u typu 02
- Pohotovostní hmotnost: 192 kg
- Maximální rychlost: 130 km/h (údajně 147 km/h, pokud je řidič v leže)
- Spotřeba paliva: 4 l/100 km